# Iolanda de Courtenay
Iolanda de Courtenay (n. 1197, Courtenay, Centre-Val de Loire, Franța – d. 1233, Esztergom, Regatul Ungariei, Ungaria) a fost fiica împăratului latin de Constantinopol Petru al II-lea de Courtenay și a Iolandei de Flandra, apoi regină a Ungariei, ca a doua soție a regelui Andrei al II-lea.
Fiică a împăratului latin de Constantinopol Petru al II-lea, Iolanda s-a căsătorit cu regele Andrei al II-lea al Ungariei, a cărui primă soție, Gertrude fusese asasinată de către unii conjurați în 1213. Căsătoria cu monarhul Ungariei s-a realizat ca urmare a medierii unchiului Iolandei, împăratul de Constantinopol Henric I.
Căsătoria a fost celebrat în februarie 1215 în Alba Regală (Székesfehérvár), iar arhipeiscopul Ioan de Strigoniu a încoronat-o ca regină a Ungariei. Cu toate acestea, arhiepiscopul Robert de Veszprém a trimis o plângere către papa Inocențiu al III-lea, dat fiind că încoronarea reginelor consorte ale Ungariei era prin tradiție un apanaj al Bisericii din Veszprém. Papa a trimis un legat în Ungaria pentru a investiga chestiunea, care a confirmat privilegiul scaunului din Veszprém.
Ca urmare a încetării din viață a unchiului Iolandei, împăratul Henric I de Constantinopol, regele Andrei a pus la cale achiziționarea de către sine a coroanei imperiale, însă baronii din Constantinopol l-au proclamat pe tatăl Iolandei, Petru al II-lea de Courtenay.
Yolanda a păstrat relații bune cu copiii din prima căsătorie a soțului său.
A încetat din viață înaintea soțului ei (care a mai trăit încă doi ani) și a fost înmormântată în abația cisterciană Igriș, aflată azi pe teritoriul comunei Sânpetru Mare, județul Timiș.
Din căsătoria Iolandei cu regele Andrei al II-lea a rezultat un singur copil, Yolanda (n. cca. 1215 – 12 octombrie 1251), soția regelui Iacob I al Aragonului.